# Монтелаго-Сан Готардо (Варезе)
Монтелаго-Сан Готардо је насеље у Италији у округу Варезе, региону Ломбардија.
Према процени из 2011. у насељу је живело 24 становника. Насеље се налази на надморској висини од 295 м.